# Jultomtens verkstad
Jultomtens verkstad är enligt traditionen den verkstad där Jultomten håller till, och ibland även tillverkar leksaker som delas ut i present till julen. Vanligtvis berättas det om att verkstaden finns vid Nordpolen eller i Lappland. Förutom verkstaden, där tomtenissarna håller till, bor där även Tomtemor, och alla hans renar.
1879 förklarade Thomas Nast att verkstaden ligger vid  Nordpolen (närmare bestämt den magnetiska nordpolen), och att norrskenet fanns runt verkstaden, som var belägen på land, och den magnetiska Nordpolen fanns då vid Kanadas arktiska öar; den magnetiska nordpolen har sedan dess drivit ut till havs (medan den geografiska polen har ett oförändrat läge). Canada Posts postnummer till verkstaden är H0H 0H0; och utfärdades 1994. United States Postal Service rekommenterar att post till Jultomtens verkstad skickas till North Pole, Alaska, ZIP-kod 99705.
Alla Skandinaviens länder gör vart och ett anspråk på att verkstaden finns på deras territorium. Norge säger att han bor i Drøbak. Danmark menar att han bor på Grönland, närmare bestämt utanför Uummannaq). I Sverige har Mora en temapark vid namn "Tomteland". Tomtebodas nationella postterminal utanför Stockholm tar emot brev från barn till Jultomten. Finland menar sedan länge att Korvatunturi är hans hem, och utanför Rovaniemi finns två olika temaparker, Santa Claus Village och Santa Park.
I mitten av december 1998 invigdes "Tomtens hem" i Arvidsjaur i Sverige.

### Fotnoter
1. ↑  Jeffers, Harry Paul (2000). Legends of Santa Claus. Twenty-First Century Books. sid. 64. ISBN 0-8225-4983-2
2. ↑  Clements, Linda (1996). The Spirit of Christmas Past. Smithark Publishing. sid. 86. ISBN 0-7651-9945-9
3. ↑  Meet your neighbor: Santa Claus of the North Pole http://www.mlive.com/living/bay-city/index.ssf/2009/12/meet_your_neighbor_santa_claus.html
4. ↑  http://www.hymnsandcarolsofchristmas.com/santa/santa_gets_a_face.htm
5. ↑  Postnummer i Kanada http://en.wikipedia.org/wiki/Postal_codes_in_Canada#Santa_Claus
6. ↑  Frida Lindqvist (13 december 1998). ”Tomtekriget” (på svenska). Aftonbladet. http://wwwc.aftonbladet.se/nyheter/9812/13/tomte.html. Läst 17 december 2017.
7. ↑  ”Därför bor tomten hos oss” (på svenska). Aftonbladet. 13 december 1998. http://wwwc.aftonbladet.se/nyheter/9812/13/tomte2.html. Läst 17 december 2017.